# Епархия Дамиаты
Епархия Дамиаты (лат. Dioecesis Tamiathitana seu Damiatensis) — титулярная архиепархия Римско-Католической церкви с 1623 года. С 1937 года является титулярной епархией. C 1966 года епархия Дамиаты является вакантной.

## История
Античный город Дамиата, который сегодня называется как Думьят, находился в римской провинции Аугустамника Византийского Египта и являлся в первые века христианства местом одноимённой христианской епархии, которая входила в митрополию Пелузия Александрийского патриархата.
C 1623 года епархия Дамиаты была титулярной архиепархией Римско-Католической церкви. В 1937 году статус архиепархии Дамиаты был понижен до титулярной епархии.

## Епископы
- епископ Ираклий (упоминается в 431 году);
- епископ Элпидий (упоминается в 458 году);
- епископ Бассий (упоминается в 553 году);
- епископ Захарий (упоминается в 879 году);
- епископ Ефрем.

## Титулярные епископы
- архиепископ Бернардино Спада (4.12.1623 — 9.08.1627) — назначен кардиналом-священником титулярной церкви Санто-Стефано-аль-Монте-Челио;
- архиепископ Чезаре Факкинетти (5.09.1639 — 31.08.1643) — назначен кардиналом-священником титулярной церкви Санти-Куаттро-Коронати;
- архиепископ Нери Корсини (12.08.1652 — 15.03.1666) — назначен кардиналом-священником титулярной церкви Санти-Нерео-эд-Акиллео;
- архиепископ Анджело Мария Рануцци (30.04.1668 — 18.04.1678) — назначен архиепископом архиепископом Фано;
- архиепископ Эрколе Висконти (18.07.1678 — 21.11.1712, до смерти);
- архиепископ Марко Антонио Анцидеи (12.06.1724 — 16.12.1726) — назначен архиепископом Перуджи;
- архиепископ Раффаэле Козимо де Джиролами (8.03.1728 — 23.09.1743) — назначен кардиналом-священником титулярной церкви Сан-Марчелло;
- архиепископ Поль Альферан де Буссо (19.09.1746 — 20.04.1757);
- архиепископ Винченцо Мария де Франческо-э-Галлетти (19.12.1757 — 19.07.1769);
- архиепископ Бонавентура Престандреа (18.12.1769 — 21.12.1777);
- архиепископ Бартоломео Пакка (26 сентября 1785 — 23 февраля 1801) — назначен кардиналом-священником титулярной церкви Сан-Сильвестро-ин-Капите;
- архиепископ Джованни Франческо Копаньони Марефоски (29.04.1816 – 17.09.1820);
- архиепископ Джованни Джакомо Синибальди (13.08.1821 — 27.01.1843) — назначен титулярным патриархом Константинополя;
- архиепископ Винченцо Джоакино Рафаэль Луиджи Печчи (27.01.1843 — 19.01.1846) — назначен архиепископом Перуджи, выбран Папой римским Львом XIII;
- архиепископ Диего Планета (7.01.1850 — 5.06.1858);
- архиепископ Луиджи Орелья ди Санто Стефано (4.05.1866 — 16.01.1874) — назначен кардиналом-священником титулярной церкви Сант-Анастазия;
- архиепископ Эжен-Луи-Мари Лион (3.03.1874 – 8.08.1883);
- архиепископ Эжен Лаша (23.03.1885 — 1.11.1886);
- архиепископ Иньяцио Персико (14.03.1887 — 19.01.1893) — назначен кардиналом-священником титулярной церкви Сан-Пьетро-ин-Винколи;
- архиепископ Андреа Аюти (12.06.1893 — 12.11.1903) — назначен кардиналом-священником титулярной церкви Сан-Джироламо-деи-Кроати;
- архиепископ Эдуард Гастон Пёттик фон Петтенегг (14.11.1904 — 1.10.1918);
- архиепископ Себастьян Лейте де Вашконшеллош (15.12.1919 — 29.01.1923);
- архиепископ Луиджи Пеллиццо (24.03.1923 — 14.08.1936);
- архиепископ Гильельмо Грасси (13.01.1937 — 14.09.1954);
- епископ Эуженио Бейтиа Альдазабаль (30.10.1954 — 27.01.1962) — назначен епископом Сантандера;
- епископ Марко Кальяро (10.02.1962 — 23.05.1962) — назначен епископом Сабина-Поджо-Миртето;
- епископ Антонио Чече (6.08.1962 — 31.03.1966) — назначен епископом Аверсы;
  - вакансия.

## Источник
- Pius Bonifacius Gams, Series episcoporum Ecclesiae Catholicae, Leipzig 1931, стр. 461  (лат.)
- Michel Lequien, Oriens christianus in quatuor Patriarchatus digestus, Parigi 1740, Tomo II, coll. 589—592  (лат.)
- Konrad Eubel, Hierarchia Catholica Medii Aevi, vol. 4, p. 172; vol. 5, p. 181; vol. 6, p. 192; vol. 7, p. 172; vol. 8, pp. 238–239  (лат.)